# Jacques de Révigny
Jacques de Révigny (overleden 1296 te Ferentino) was een Frans rechtsgeleerde. Hij wordt gezien als stichter van de school van de commentatoren of postglossatoren, die een hernieuwde belangstelling toonden voor het Romeins recht.
De Révigny was afkomstig uit Revigny-sur-Ornain in Lotharingen en studeerde rechten aan de universiteit van Orléans. Vanaf 1265 werd hij professor Romeins recht in Orléans. Pierre de Belleperche was er een van zijn leerlingen. In het Romeinse recht zag hij een mogelijkheid om het Franse recht, dat voornamelijk nog gewoonterecht was, vorm te geven. In 1289 werd hij bisschop van Verdun, onder de naam Jacobus II. Hij stelde een keure op voor de burgers van Verdun. Er volgde een lange strijd voor zijn rechten als bisschop, waarvoor hij zich uiteindelijk tot de Heilige Stoel in Rome wendde. De Révigny overleed op weg naar Rome in 1296.
- Bibliothèque nationale de France: cb12137209k (data)
- Gemeinsame Normdatei: 118910345
- International Standard Name Identifier: 0000 0000 8346 1486
- Library of Congress Control Number: n85194955
- Nationale Bibliotheek van Israël: 987007370956605171
- Nederlandse Thesaurus van Auteursnamen: 070056358
- Réseau des bibliothèques de Suisse occidentale: 02-A000141061
- Système universitaire de documentation: 029827779
- Virtual International Authority File: 100170309
- WorldCat: E39PBJjRYfy9yrFYykTJM6vyh3